# Birma Brytyjska
Birma Brytyjska – kolonia brytyjska wydzielona z Cesarstwa Indii w 1937. W latach 1943–1945 Japonia utworzyła tam państwo marionetkowe, Państwo Birma, w którym władzę dyktatorską objął Ba Maw, a ministrem obrony został Aung San. Po wojnie, w 1947 roku Wielka Brytania postanowiła w ciągu roku przyznać jej niepodległość.

## Historia
W 1886 roku wojska brytyjskie podporządkowały sobie Birmę i włączyły ją do Cesarstwa Indii. W 1937 Birma została wydzielona z Indii Brytyjskich. W 1941 zaatakowali te ziemie Japończycy, a w 1943 utworzyli Państwo Birma. W 1943 roku alianci wkroczyli do Birmy w celu utworzenia drogi, którą byłoby transportowane zaopatrzenie z Indii do Chin. 4 marca 1945 wojska brytyjskie odcięły w środkowej Birmie wojska japońskie, jednak te przeprowadziły przeciwnatarcie, co zatrzymało Brytyjczyków. Ostatecznie 15 marca zostało zdobyte miasto Mandalaj. Po wojnie powołano nowy rząd z Aung Sanem na czele, jednak ten został zabity 19 lipca 1947. Ostatecznie w 1948 Birma odzyskała niepodległość.